# جیتسی
جیتسی (به انگلیسی: Jitsi) یک نرم‌افزار کاربردی برای صدا روی پروتکل اینترنت، ویدئو کنفرانس و پیام‌رسان فوری برای ویندوز، لینوکس و اواس‌ده است. جیتسی از قرارداد پیام‌رسانی فوری و تلفن پشتیبانی می‌کند. مجوز جیتسی گنو ال‌جی‌پی‌ال است و یک نرم‌افزار آزاد و متن‌باز شناخته می‌شود.
Jitsi مجموعه ای از برنامه های کنفرانس ویدئویی متن باز ، ایمن ، با کاربری آسان و پلتفرمی برای وب و موبایل است که پایدار و قابل اعتماد است و روی لینوکس ، ویندوز ، سیستم عامل Mac و سیستم عامل های تلفن همراه Android و آی‌اواسکار می کند.
Jitsi Videobridge و Jitsi Meet دو برنامه مرکزی جیتسی هستند.
Jitsi Videobridge یک سرور سازگار با WebRTC است که برای مسیریابی جریان های ویدئویی در بین شرکت کنندگان در یک کنفرانس و Jitsi Meet طراحی شده است ،
WebRTC یک برنامه جاوا اسکریپت سازگار با Jitsi Videobridge است که برای ارائه کنفرانس های ویدئویی با کیفیت بالا و مقیاس پذیر استفاده می شود.
Jitsi Meet یک گزینه ساده ، زیبا و ایمن برای بزرگنمایی ، اسکایپ و Google Meet است که از همه مرورگرهای رایج و همچنین دستگاه های تلفن همراه پشتیبانی می کند.
برنامه های دیگر مانند Jitsi Conference Focus ، Jitsi Gateway to SIP و Jibri Manage جلسات رسانه ای بین هر یک از شرکت کنندگان و Videobridge را مدیریت می کنند ، به مشتریان عادی SIP اجازه می دهند به کنفرانس های Jitsi Meet بپیوندند و ضبط و یا جریان کنفرانس Jitsi Meet را به ترتیب فعال می کنند.
یکی دیگر از ابزارهای مهم خارجی Jitsi ، Prosody است ، یک سرور XMPP که برای سیگنالینگ استفاده می شود.
جنبه های بسیاری از جیتسی وجود دارد که باید آنها را درک کنید. اول از همه شما می توانید سرور Jitsi خود را در زیرساخت های خود میزبانی کنید ، به این معنی که امنیت بیشتری را پیاده سازی می کنید و کنترل بیشتری بر ارتباطات آنلاین خود دارید.
یکی از ویژگی های اصلی Jitsi این است که می توانید آن را به تقویم خود مانند Google Calendar متصل کرده و کنفرانس ها را مستقیماً از تقویم خود راه اندازی کنید.